# Памятник-стела «Вечная память павшим воинам в боях за Родину»
Памятник-стела «Вечная память павшим воинам в боях за Родину» — мемориальный памятник, посвящённый памяти воинов погибших в годы Великой Отечественной войны в селе Дебдирге, Игидейского наслега, Таттинского улуса, Республики Саха (Якутия). Памятник истории и культуры местного значения.

## Общая информация
После победоносного окончания Великой Отечественной войны в городах и сёлах республики Якутия стали активно возводить первые памятники и мемориалы, посвящённые павшим солдатам. Памятник-стела «Вечная память павшим воинам в боях за Родину» была установлена в селе Дебдирге Игидейского наслега Таттинского улуса в 1975 году в дни празднования 30 летия Победы в Великой Отечественной войне в центральной части села по улице А. Ф. Боярова.
В 2005 году рядом с памятником обустроена площадь Победы. Установлен макет артиллерийского орудия.

## История
По архивным сведениям и документам, в годы Великой Отечественной войны из Игидейского и Дьиэрэннээхского наслегов были призваны на фронт 151 человек, изз них 82 погибли или пропали без вести на полях сражений. 69 солдат возвратились домой к мирной жизни. В трудовой фронт были призваны 31 человек.
Во время Великой Отечественной войны колхозы «Кыhыл Кулаада», «Лыппа», «Сардана», «Тумсуу», «Чкалов» собрали для фронта 84 тысячи 321 рубль, 60 990 штук разного вида одежды, в том числе 160 штук заячьей шерсти, 314 кг масла, 1089 кг мяса, 100 кг овощи, 4,56 ц. меди, 48 кг серебра и золота.

## Описание памятника
Памятник представляет собой центральную стелу неправильной трапециевидной формы, которая имеет скошенный вид сверху. Стела сооружена из шлакоблоков. На ней с лицевой стороны нанесена надпись: «Вечная память павшим воинам в боях за Родину 1941—1945 гг.» и высечено изображение солдата. С левой стороны от стелы в углу расположился барельеф звезды. Перед стелой установлена скошенная тумба. Территория всего памятника обнесена деревянной изгородью.
В соответствии с Приказом Департамента Республики Саха (Якутия) по охране объектов культурного наследия "О включении выявленного объекта культурного наследия "Памятник-стела «Вечная память павшим воинам в боях за Родину», памятник внесён в реестр объектов культурного наследия народов Российской Федерации и охраняется государством.